# Karang Mulya (Karang Tengah)
Karang Mulya is een bestuurslaag in het regentschap Tangerang van de provincie Banten, Indonesië. Karang Mulya telt 19.802 inwoners (volkstelling 2010).